# Echo (seriál)
Echo je připravovaný americký televizní seriál, založený na stejnojmenné postavě z komiksů Marvel Comics. Jedná se o spin-off seriálu Hawkeye. Autorkou seriálu je Marion Dayre a je součástí Marvel Cinematic Universe, konkrétně 5. fáze. V hlavních rolích se objeví Alaqua Cox, která si zopakuje svou roli ze seriálu Hawkeye, Zahn McClarnon, Vincent D'Onofrio a Charlie Cox.
Vydání seriálu je naplánováno na leden 2024, přičemž všechny díly budou vydány najednou na platformu Disney+.

## Děj
Maya Lopez se po událostech v New Yorku vrací do svého rodného města, kde se musí vyrovnat se svou minulostí a zároveň se znovu spojit se svou rodinou a komunitou.

## Obsazení
- Alaqua Cox jako Maya Lopez / Echo[5]
- Zahn McClarnon (český dabing: Luděk Čtvrtlík) jako William Lopez[6]
- Vincent D'Onofrio (český dabing: Milan Bahúl) jako Wilson Fisk / Kingpin
- Charlie Cox (český dabing: Ondřej Gregor Brzobohatý) jako Matt Murdock / Daredevil

Dále, Chaske Spencer, Tantoo Cardinal, Devery Jacobs, Cody Lightning a Graham Greene byli obsazeni do nezveřejněných rolí. Jeremy Renner se objevuje v roli Clinta Bartona / Ronina ve flashbackové scéně, ve které jsou použity archivní záběry ze seriálu Hawkeye.

## Seznam dílů
| Č. v seriálu | Původní název | Český název | Režie             | Scénář | Premiéra v USA |
| ------------ | ------------- | ----------- | ----------------- | --- | -------------- |
| 1            | Chafa         | Chafa       | Sydney Freeland   | Marion Dayre, Josh Feldman, Steven Paul Judd a Ken Kristensen | 9. ledna 2024  |
| 2            | Lowak         | Lowak       | Sydney Freeland   | příběh : Marion Dayre, Ken Kristensen, Josh Feldman, Steven Paul Judd, Rebecca Roanhorse a Bobby Wilson adaptace : Marion Dayre, Josh Feldman, Steven Paul Judd a Ellen Morton | 9. ledna 2024  |
| 3            | Tuklo         | Tuklo       | Catriona McKenzie | příběh : Ken Kristensen, Jason Gavin a Shoshannah Stern adaptace : Marion Dayre a Ken Kristensen                                                                               | 9. ledna 2024  |
| 4            | Taloa         | Taloa       | Sydney Freeland   | Ken Kristensen, Josh Feldman a Chantelle M. Wells | 9. ledna 2024  |
| 5            | Maya          | Maya        | Sydney Freeland   | Amy Rardin, Steven Paul Judd, Ellen Morton a Chantelle M. Wells | 9. ledna 2024  |

## Produkce

### Scénář
Kromě Mairon Dayre jsou autory seriálu Shoshannah Stern, Josh Feldman, Rebecca Roanhorse, Bobby Wilson, Steven Paul Judd, Jason Gavin, Ken Kristensen, Dara Resnik, Jessica Mecklenburg, Kaitlyn Jeffers a Paloma Lamb.
Marvel Studios uvedlo, že seriál prozkoumá následky akcí v seriálu Hawkeye a odhalí jejich původ. Matt Murdock / Daredevil, který se má v seriálu také objevit, má údajně podle podcastu The Weekly Planet hledat svého bývalého spojence, Jessicu Jonesovou, která se už dříve objevila v stejnojmenném seriálu z produkce Marvel Television.

### Natáčení
Natáčení začalo 21. dubna 2022 v Atlantě, přičemž je seriál natáčen pod pracovními názvy Grasshopper a Whole Branzino. Dále se natáčelo také v Peachtree City a okolí ve státě Georgie, a to od 25. dubna do konce srpna 2022. Natáčení dohromady trvalo 92 dní a oficiálně skončilo 26. srpna 2022.

### Vydání
Vydání seriálu bylo původně naplánováno na léto roku 2023, přičemž se seriál, stejně jako předchozí seriály, měl být postupně vysílán na streamovací platformě Disney+. V květnu 2023 bylo oznámeno, že premiéra seriálu se posouvá na 29. listopadu téhož roku a jednotlivé seriály budou vydány najednou, namísto klasického, týdenního rozestupu.